# Dicranella annamensis
Dicranella annamensis là một loài rêu trong họ Dicranaceae. Loài này được Paris & Broth. Broth. mô tả khoa học đầu tiên năm 1917.